# Amnion

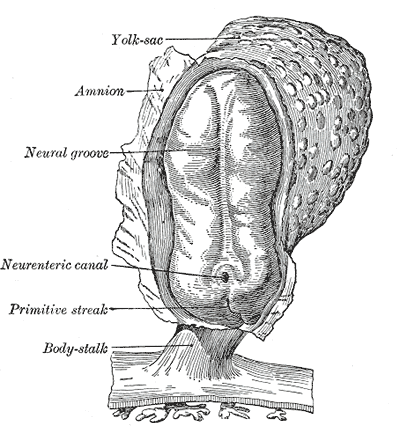
Eröffneter Amnionsack bei einem 20 Tage alten und 2 mm großen menschlichen Embryo. Die Amnionhöhle umgibt den Embryo, an dem Primitivstreifen und Neuralrinne gut erkennbar sind.
Übersetzung der Beschriftung:
Yolk-sac = Dottersack
Neural groove = Neuralrinne
Primitive streak = Primitivstreifen
Neurenteric canal = Canalis neurentericus
Body-stalk = Haftstiel

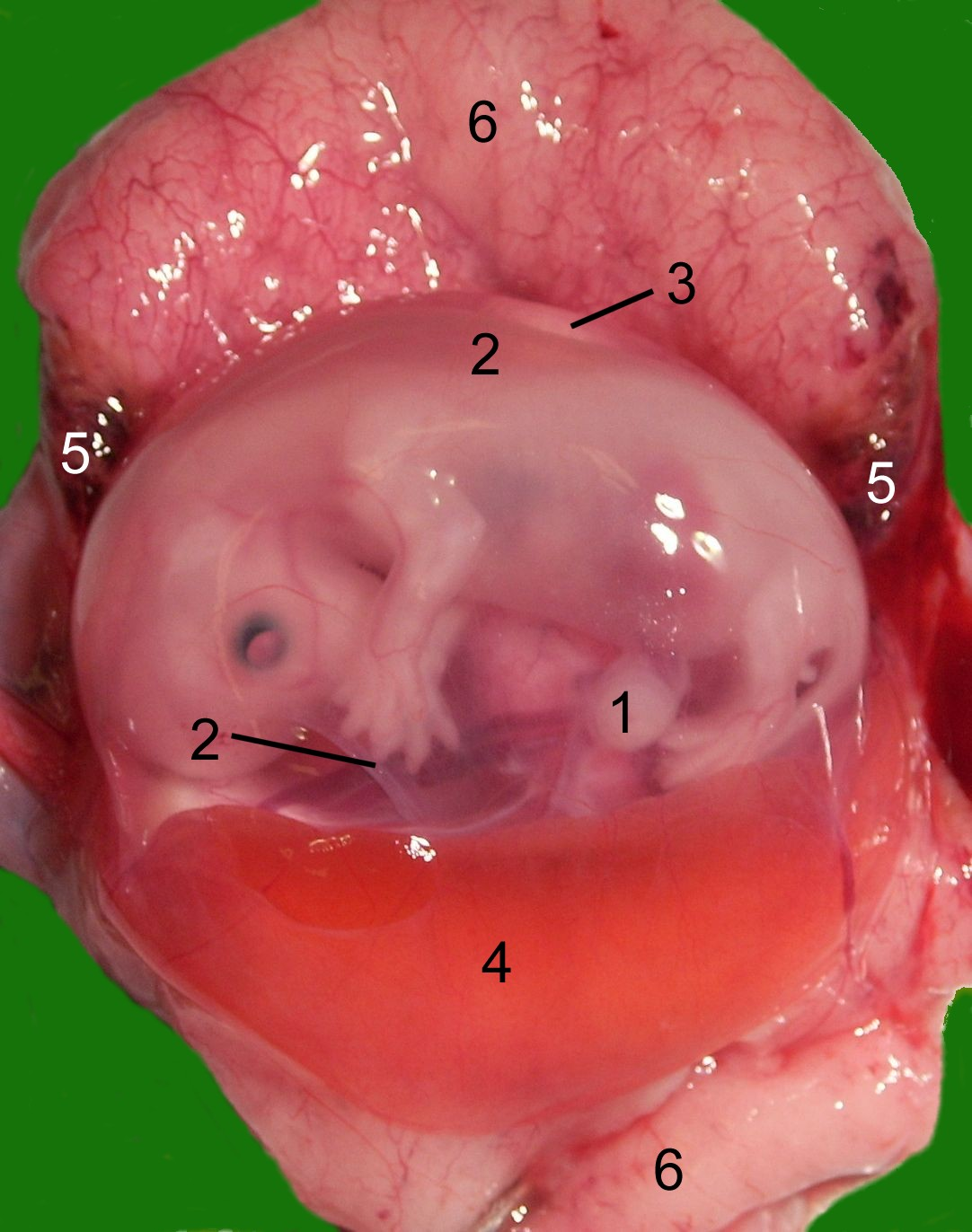
Fötus einer Katze im Amnionsack aus der Gebärmutter seiner Mutter.
1 Nabelschnur
2 Amnion
3 Allantois
4 Dottersack
5 randständiges Hämatom
6 der mütterliche Teil der Plazenta

Schema eines Hühnereis
(9. Entwicklungstag)

Das Amnion (altgriechisch ἀμνίον amníon ‚das zum Lämmchen Gehörende‘), auch Schafshaut oder Wasserhaut genannt, ist die dünne, durchsichtige, gefäßlose innere Eihaut und damit Teil der den Fetus enthaltenden Fruchtblase bei Amnioten wie Reptilien, Vögeln und Säugetieren. Bei ihnen bildet das Chorion (Zottenhaut) die mittlere und die Dezidua (Siebhaut) die äußere Eihaut. 
Die vom Amnion umschlossene Höhle, die Amnionhöhle, vergrößert sich während der Embryonalentwicklung sehr schnell und umgibt bereits in der vierten Schwangerschaftswoche den menschlichen Embryo mitsamt seiner Nabelschnur allseits. Das fruchtseitige, einschichtige Epithel des Amnions sondert Fruchtwasser als Amnionflüssigkeit in die Fruchtblase ab. Es für eine Untersuchung zu gewinnen, macht eine Amniozentese notwendig.

## Krankheiten
- Amniotisches-Band-Syndrom: Einreißen des Amnions mit Bildung fibröser Bänder, die die Gliedmaßen des ungeborenen Kindes während der Schwangerschaft abschnüren und dann zu Fehlbildungen (Dysmelien) führen können.
- Oligohydramnion: Zu wenig Fruchtwasser ist vorhanden, was zu Dysmelien führen kann.
- Polyhydramnion: Zu viel Fruchtwasser ist vorhanden.

## Sonstiges
Amnionmembranen werden zur Behandlung von Oberflächendefekten an Bindehaut und Hornhaut des Auges transplantiert.
Das altgriechische Wort ἀμνίον (Amnion) beschrieb ursprünglich eine Schüssel, in der das Blut geopferter Tiere aufgefangen wurde, und leitet sich von ἀμνός (amnos) ab, was „Lamm“ bedeutet.